# Bill Castro
William Radhamés Castro Checo (nacido el 13 de diciembre de 1953 en Santiago) es un exlanzador dominicano que jugó en las Grandes Ligas de Béisbol, además fue entrenador de pitcheo de los Cerveceros de Milwaukee en la Liga Nacional.
Castro fue reclutado por los Cerveceros (para ese entonces en la Liga Americana) y lanzó para ellos desde 1974 a 1980. Jugó tres años más con los Yanquis de Nueva York y Reales de Kansas City antes de retirarse.
El entrenador más veterano de los Cerveceros, Castro fue nombrado entrenador de bullpen en 1992 por el mánager de entonces Phil Garner. A finales de la temporada de 2002, Castro también sirvió brevemente como entrenador de pitcheo luego de la renuncia de Dave Stewart. Luego regresó a su papel de entrenador de bullpen hasta que fue nombrado oficialmente entrenador de pitcheo por el nuevo mánager de Milwaukee, Ken Macha, el 7 de noviembre de 2008. La temporada de 2009 marcó su final de 18 temporadas consecutivas de Castro como entrenador de los Cerveceros. Castro fue despedido de su cargo de entrenador de pitcheo el 12 de agosto de 2009 y reemplazado por el excervecero Chris Bosio.

## Liga Dominicana
Castro jugó doce años en la Liga Dominicana (1971-1984) militando para las Águilas Cibaeñas y Toros del Este donde acumuló un récord de 18 juegos iniciados, 349.1 innings lanzados, 82 bases por bolas concedidas, 135 ponches, 30 juegos salvados, 17 ganados, 21 perdidos en 165 juegos jugados y con una efectividad de 2.86.
Además fue a dos Series del Caribe (1975 y 1979). En la pelota dominicana era conocido por su nombre William.
Castro fue  el entrenador de pitcheo en la participación de la República Dominicana en el primer Clásico Mundial de Béisbol.